# Ugo Carrega

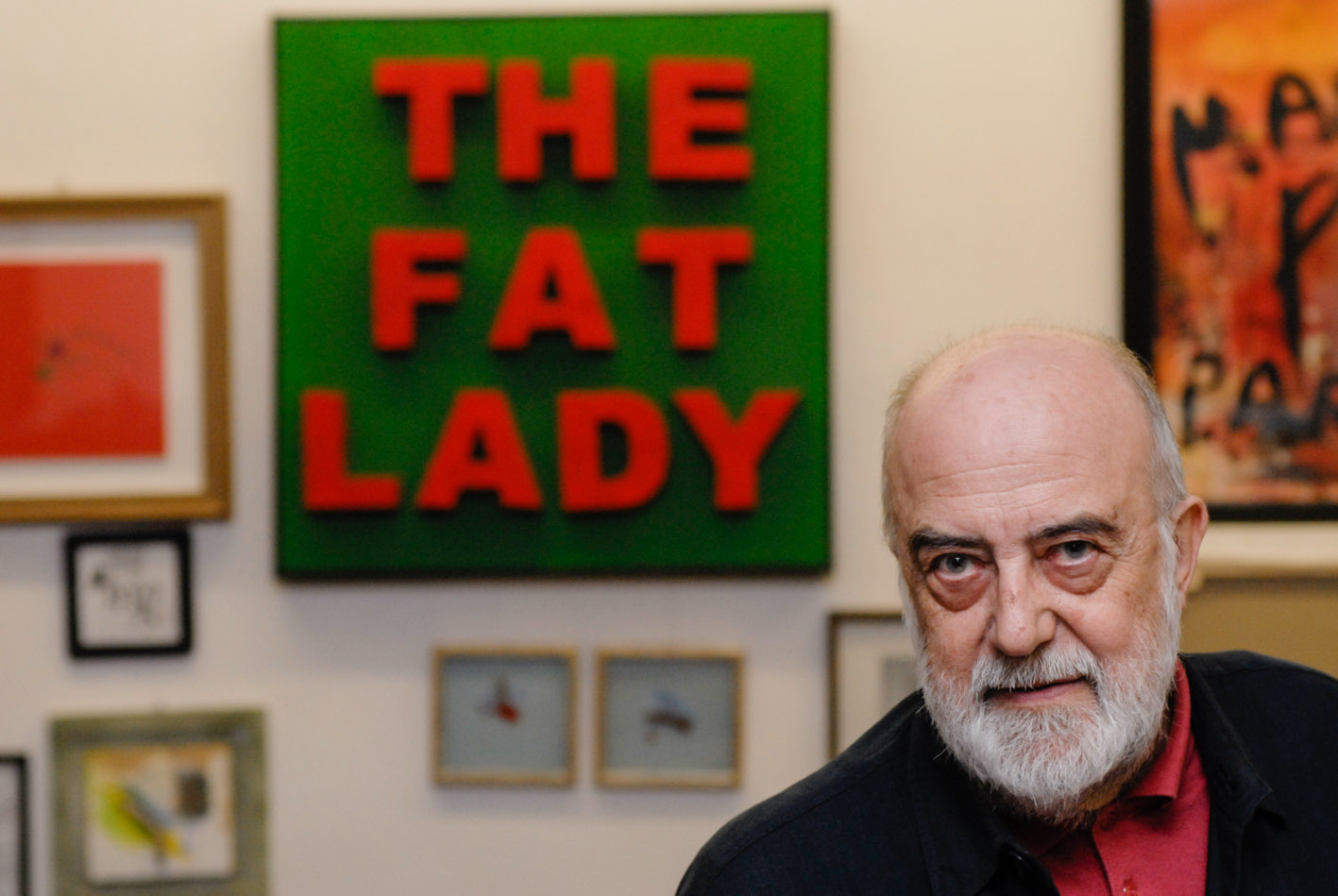
Ugo Carrega im Mai 2010

Ugo Carrega (* 17. August 1935 in Pegli, Genua; † 7. Oktober 2014 in Mailand) war ein italienischer Grafiker und Poet.

## Leben und Werk
Ugo Carrega ist in einem Vorort von Genua aufgewachsen. Das Jahr 1955 verbrachte er in England und begann 1956 als Übersetzer tätig zu werden. 1963 brachte er als Redakteur die Zeitschrift Ana Etcetera mit poetisch-linguistischen Arbeiten heraus. Seit 1965 war er Herausgeber der Zeitschrift Tool: Books on symbiotic writing, Bulletin Tool (1968), AAA (1969) und reports from inside (1972).
1966 zog Carrega nach Mailand. Die Kulturzentren Center Soil (1969), Tool Center (1971), Market Sale (1974) und Euforie Creative (1993) wurden von Carrega gegründet.
Das Manifest La Nuova Scrittura/New Writing wurde 1975 von Ugo Carrega, Martino and Anna Oberto, Corrado D’Ottavi, Rolando Mignani und Liliana Landi, Vincenzo Ferrari und Vincenzo Accame unterzeichnet. 1982 entwickelte Carrega die Idee zu Artscripture und schrieb ein Manifest, welches von Vincenzo Ferrari, Luca Maria Patella und Magdalo Mussio unterstützt wurde.

## Ausstellungen (Auswahl)
- 1970: visuelle poesie Bildungshaus Schloss Puchberg, Puchberg, Österreich
- 1971: sound texts o ? concrete poetry o visual texts Stedelijk Museum, Amsterdam
- 1971: Sammlung Cremer Heidelberger Kunstverein
- 1977: documenta 6, Kassel
- 1987: -auf ein Wort! Gutenberg-Museum, Mainz
- 1989: Wortlaut Galerie Schüppenhauer, Köln[4]
- 1992: Fluxus Zaslok Budapest[5]